# Chuzelles
Chuzelles is een gemeente in het Franse departement Isère (regio Auvergne-Rhône-Alpes). De plaats maakt deel uit van het arrondissement Vienne. Chuzelles telde op 1 januari 2022 2.347 inwoners.

## Geografie
De oppervlakte van Chuzelles bedroeg op 1 januari 2022 13,03 vierkante kilometer; de bevolkingsdichtheid was toen 180,1 inwoners per km².

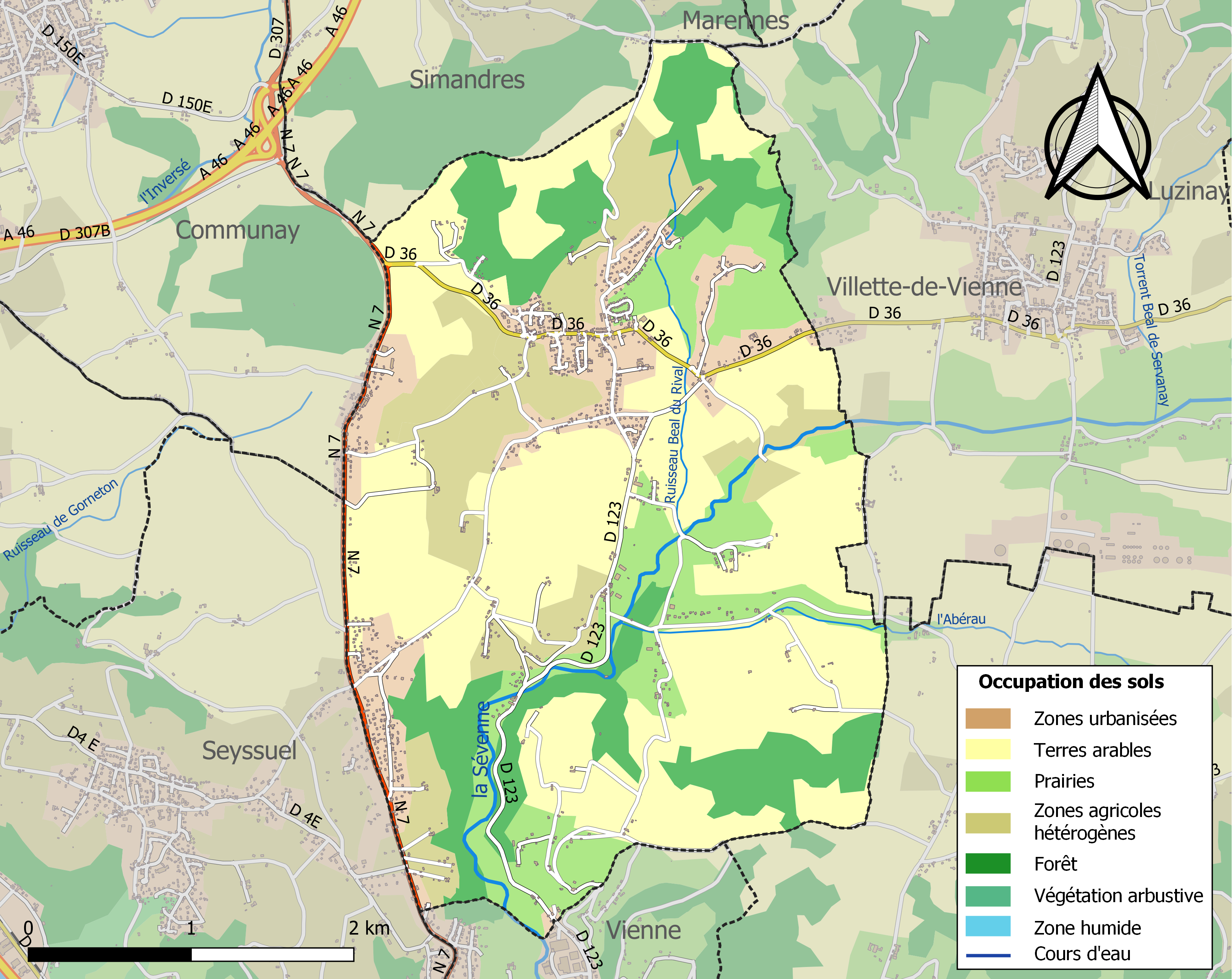
Kaart van de gemeente met de belangrijkste infrastructuur, bodemgebruik en omliggende gemeenten

## Demografie
Onderstaande figuur toont het verloop van het inwonertal (bron: INSEE-tellingen).